# Folytassa, Kolumbusz!
Folytassa, Kolumbusz! vagy Folytassa, Columbus(!), eredeti címe Carry on Columbus, 1992-ben bemutatott színes brit (angol) filmvígjáték, az Amerika felfedezésének 500. évfordulójára készült Kolumbusz-filmek, az 1492 – A Paradicsom meghódítása és a Christopher Columbus: The Discovery paródiája, a Gerald Thomas által rendezett Folytassa… filmsorozat 31. darabja, az 1993-ben elhunyt rendező utolsó alkotása. A sorozat rendszeres sztárjai közül csak Jim Dale és Jack Douglas, Peter Gilmore, Bernard Cribbins, Jon Pertwee, June Whitfield és Leslie Phillips szerepelnek, a többiek elhunytak vagy visszaléptek, helyükön teljesen új arcok jelennek meg. A film az elhalt sorozat újjáélesztésére tett kísérlet, kudarcos eredménnyel. Azóta nem készült újabb folytatás.
A magyar cím helyesírása sok változatban látható (Kolumbusz, Kolombusz, Columbus, vesszővel és anélkül, felkiáltójellel és anélkül).

## Cselekmény
A történet 1492-ben kezdődik Konstantinápolyban, az Oszmán Birodalom fővárosában. A szultán (Rik Mayall) magas vámokkal és bírságokkal sarcolja az Európa és Ázsia között járó kereskedő karavánokat. Ahmed borbélytól (Alexei Sayle), a Porta lisszaboni ügynökétől azt a hírt kapják, hogy szomszédja, bizonyos Kolumbusz Kristóf genovai térképész (Jim Dale) – a királyi udvarnál keres támogatást tervéhez, hogy tengeri utat találjon Kína felé, kikerülve a török felségterületet. A szultán, tartva busás tranzitjövedelmeinek elvesztésétől, Lisszabonba küldi legjobb női titkosügynökét, a csábos Fatimát (Sara Crowe), hogy bármilyen áron akadályozza meg az expedíciót.
Kolumbusz térképüzlete rosszul megy, ezért akar a „Sötétség óceánján” át Indiába és Kínába hajózni, de nincs megfelelő térképe. Mordecai Mendoza (Bernard Cribbins) kikeresztelkedett zsidó kereskedő egy ősi héber nyelvű kéziratot mutat neki, Mojse navigátor hajónaplóját, aki ezerhétszáz évvel korábban már körülhajózta a Földet. Kolumbusz társul Mendozával. Támogatásért Spanyolországba kell utazniuk, bár Mendoza nagyon fél a spanyol inkvizíció ügynökeitől, akik főleg a kikeresztelkedett zsidókra vadásznak. A szultán ügynökei, Ahmed és Fatima követik őket. Fatima apácának öltözve Kolumbusz közelébe férkőzik, igyekszik ellopni tőle a héber navigációs kéziratot.
Kolumbusz a királyi pár elé járul. India kincseit ígéri. Magának a haszon tíz százalékát, nemességet és az újonnan meghódított terület kormányzóságát kéri. Ferdinánd király (Leslie Phillips) először kidobja, de Izabella királyné (June Whitfield) ráhatására mégis finanszírozza az expedíciót. Mendoza héber nyelvű okmányát a király megbízásából maga Torquemada főinkvizítor (James Faulkner) ellenőrzi és hitelesíti, aki saját nagyanyjától tanulta el a nyelvet. A várószobában Kolumbusz öccse, Bart ([[Peter Richardson) megismerkedik a szép Maria kisasszonnyal (Holly Aird), a Kanári-szigetek kormányzójának lányával, akit anyja, Esmeralda grófné (Maureen Lipman) az öreg, de nagyon gazdag Costa Brava herceghez (Jon Pertwee) akar férjhez adni.
Kolumbusz nem talál tapasztalt tengerészeket hajójára, ezért a városi börtönből halálraítélteket toboroz. Felfogadja Pepit, a méregkeverőt (Keith Allen), Marcót, a tömeggyilkost (Jack Douglas) és Tontót, az andalúziai gyújtogatót (Daniel Peacock). A börtönkormányzót is magával viszi nevelőtisztként. A szultán ügynökei, Ahmed és Fatima álruhában jelentkeznek matróznak. A hajó elindul, Mendoza az ősi kéziratból navigál. Fatima igyekszik szabotálni az utat, felbujtja a gyújtogatót és a mérgezőt is, de sikertelenül. A Kanári-szigeteknél a ködben összeütköznek egy királyi fregattal, melyen a kormányzó (Peter Gilmore) utazik feleségével, Esmeralda grófnéval. A lányukat, Mariát viszik az esküvőjére. A fregatt tönkremegy, a kormányzó arra kötelezi Kolumbuszt, hogy kíséretével együtt vigye őket vissza Spanyolországba. Útközben Fatima – a kéziratot keresve – elcsábítja Kolumbuszt, Maria, a boldogtalan menyasszony összeszűri a levet Bart Columbusszal, Chiquita pedig Marcót, a tömeggyilkost szemeli ki magának. Fatima beleszeret Kolumbuszba, Ahmed viszont szól Esmeralda grófnénak, hogy Kolumbusz nem Spanyolország, hanem továbbra is India felé hajózik. A grófné sok pénzt ígér Ahmednek, ha lázadást szít és megfordítja meg a hajót. A régóta hajózó, éhező és ideges matrózok fellázadnak, Kolumbuszt ki akarják végezni, de ő addig szövegel nekik, amíg feltűnik a szárazföld. A csapat partra száll.
Az indiánok először azt hiszik, kínai mosodások érkeztek a „nagy kenuval”. A Nagyfőnök (Larry Miller) elé vezetik őket, az USA elnöki himnuszának (Hail to the Chief) hangjai mellett. A Nagyfőnök és tanácsadói arról vitáznak, beengedjék-e a bevándorlónak tűnő idegeneket, akik akár kannibálok is lehetnek. Végül barátságosan fogadják őket. Kolumbuszék sok aranyat akarnak, a Sámán a Végzet aranybányáiba vezeti őket, hátha ott elpusztulnak. A bányában már nincs arany, de a Nagyfőnök felajánlja Kolumbusznak, hogy „civilizációért”, azaz borért, lőfegyverekért és puskaporért cserébe ad neki annyi „turista-aranyat”, amennyit csak akar. Az üzletet megkötik, Don Juan Felipe és Ahmed ottmaradnak kormányzónak, a Santa Maria hazaindul egy nagy láda arannyal. Mordecai Mendoza rövidesen megállapítja, hogy az arany hamis. Kolumbusz kétségbeesik, de a gyakorlatias Mendoza megvigasztalja, hogy ha őket megtévesztette, megtéveszti a spanyol királyi udvart is.
Kolumbusz hatalmas láda (hamis) indián arannyal járul a királyi pár elé. Az Inkvizíció csuklyás ügynöke azonban közbelép, elkobozza és elviteti a pogány eretnekek tulajdonát, mely el van átkozva és pusztulást hoz mindenkire, aki hozzáér. Kolumbuszt felszólítják, a következő szállítás előtt keresztelje meg az indiánokat. A Santa Maria ismét útnak indul, a fedélzetére lépő inkvizíciós ügynök leveszi csuklyáját. Bart az, aki tengerbe süllyesztve eltüntette a hamis aranyat. Mindenki boldog, Bart feleségül veszi Mariát, Kolumbusz Kristóf pedig ismét ágyba viheti Fatimát, aki erősen noszogatja: „Folytassa, Kolumbusz!”

## Szereposztás
| Szerep                                         | Színész            | Magyar hangja (1. szinkron) | Magyar hangja (2. szinkron) |
| ---------------------------------------------- | ------------------ | --------------------------- | --------------------------- |
| Kolumbusz Kristóf                              | Jim Dale           | Pathó István                | Kerekes József              |
| Bart Columbus, az öccse                        | [[Peter Richardson | Széles László               | ?                           |
| Mordecai Mendoza                               | Bernard Cribbins   | Makay Sándor                | Barbinek Péter              |
| Esmeralda grófné                               | Maureen Lipman     | Zsolnai Júlia               | Szórádi Erika               |
| A Kanári-szigetek kormányzója, Esmeralda férje | Peter Gilmore      | ?                           | ?                           |
| Maria, Esmeralda lánya                         | Holly Aird         | Biró Anikó                  | ?                           |
| Chiquita, Maria kísérője                       | Rebecca Lacey      | ?                           | Sági Tímea                  |
| Ferdinánd király                               | Leslie Phillips    | Dobránszky Zoltán           | Rosta Sándor                |
| Izabella királyné                              | June Whitfield     | Bakó Márta                  | Kocsis Judit                |
| Torquemada főinkvizítor                        | James Faulkner     | ?                           | ?                           |
| Don Juan Felipe, könyvvizsgáló                 | Richard Wilson     | Izsóf Vilmos                | Forgács Gábor               |
| A Szultán                                      | Rik Mayall         | Kassai Károly               | ?                           |
| Wazír, szultáni titkár                         | Nigel Planer       | ?                           | Kassai Károly               |
| Fatima                                         | Sara Crowe         | Kiss Erika                  | Mezei Kitty                 |
| Ahmed borbély                                  | Alexei Sayle       | Csuja Imre                  | ?                           |
| Pepi, méregkeverő                              | Keith Allen        | Barbinek Péter              | ?                           |
| Marco, tömeggyilkos                            | Jack Douglas       | Juhász Tóth Frigyes         | ?                           |
| Tonto, andalúziai gyújtogató                   | Daniel Peacock     | Orosz István                | ?                           |
| Pontiac                                        | Charles Fleischer  | Breyer Zoltán               | ?                           |
| A Törzsfőnök                                   | Larry Miller       | Bognár Zsolt                | ?                           |
| Don Juan Diego, nevelőtiszt                    | Julian Clary       | Katona János                | Szabó Máté                  |
| Martin                                         | Martin Clunes      | Kisfalussy Bálint           | Seder Gábor                 |
| Sam                                            | Allan Corduner     | ?                           | ?                           |
| A sámán                                        | Peter Gordeno      | ?                           | ?                           |
| Fedélzetmester                                 | Don Henderson      | Bodor Tibor                 | ?                           |
| Costa Brava hercege                            | Jon Pertwee        | ?                           | ?                           |
| Joanna grófnő                                  | Su Douglas         | ?                           | Kökényessy Ági              |

## Fogadtatása
A filmet 2004-ben színészek, filmtechnikusok, forgatókönyvírók és rendezők a brit filmművészetről szóló szavazáson a valaha készült legrosszabb angol filmnek szavazták meg. A Folytassa… filmsorozatban is a legrosszabb darabnak számít a Folytassák, lányok!, a Folytassa Angliában!, a Folyton folyvást folytassa! és a Folytassa, Emmanuelle mellett.

## Érdekességek
- A filmbéli török szultánt időnként „jóságos Adbulnak” nevezik, jóllehet hasonló nevű szultánok csak a 18. században uralkodtak. Kolumbusz első utazásakor, 1492-ben II. Bajazid volt a szultán (1512-ig).

- A szultáni fogadóteremben a kérelmezők érkezését gongütéssel jelzik, a kalapácsot egy barna bőrű, barna bőrkötényes izmos férfi lendíti. A gong és a férfialak a korábbi,  1966–1978 között készült Folytassa-filmeket forgalmazó Rank Organisation logóját idézi vissza. (Az 1993-as Kolumbusz-filmet már nem a Rank, hanem a United International Pictures forgalmazta). Ugyanilyen gongot és férfialakot komponáltak bele az 1968-as Folytassa a Khyber-szorosban! c. film jeleneteibe is, azt még valóban a Rank forgalmazta.

- A Végzet bányájában leselkedő veszélyek és látványos gegek az Az elveszett frigyláda fosztogatói című 1981-es Indiana Jones-filmből vannak átvéve: hatalmas pókok, falból kilőtt lándzsák, guruló kőgolyó, megnyíló talaj, összeomló vágat.

- A Fatimát játszó Sara Crowe (1966) a film forgatásával egy időben, 1992 júliusában ment feleségül a Kolumbusz Kristófot játszó Jim Dale fiához, Toby Dale (1966) színészhez, aki szintén szerepel a filmben: a fekete csuklyás inkvizítorok közül ő alakítja az 5. számút. (A 4. sz. inkvizítor James Pertwee, a Costa Brava herceget játszó Jon Pertwee másod-unokaöccse.)

- A török szultán által kivetett hatalmas vámok valódi történelmi tényeken alapulnak. Az Oszmán Birodalom hódításai révén a Mediterráneum keleti felének kereskedelmét (a Levantét) ellenőrzése alá vonta, arra magas vámokat vetett ki, így a keletről jövő behozatal megdrágult. Ez ösztönözte a nyugati irányú felfedezőutakat, melyek célja új útvonalak létesítése Ázsiába, hogy kikerülhessék a törökök vámjait.[6]

- Külön érdekesség, hogy nemcsak a Folytassa, Kolumbusz! de az általa parodizált 1492 – A Paradicsom meghódítása és a Christopher Columbus: The Discovery is megbukott a nézők és a kritikusok előtt, mégis a Folytassa, Kolumbusz! több pénzt hozott, mint a másik két alkotás.[7]